# Marvin González
Marvin González (El Refugio, 17 aprile 1982) è un ex calciatore salvadoregno, di ruolo difensore.
È stato coinvolto nello Scandalo delle partite vendute della Nazionale di calcio di El Salvador.